# 陳麗貞
陳麗貞 （1958年7月6日—），臺灣臺南市佳里區人，中國醫藥學院公共衛生學系學士畢業，中國醫藥學院環境醫學研究所碩士畢業。
曾任高雄市政府股長、嘉義市政府衛生局祕書、嘉義市政府環保局祕書、嘉義市政府環保局局長、行政院環境保護署環境保護人員訓練所所長、行政院衛生署科長、行政院衛生署簡任祕書、行政院衛生署參事、行政院衛生署主任、行政院衛生署處長、嘉義市副市長。於任職嘉義市市長任內拆除落成於1936年嘉義北門町地標型三大官署建築之一的臺南州嘉義稅務出張所。

## 经历
2000年至2001年擔任嘉義市代理市長兼臺灣省政府委員，接棒擔任內政部長的張博雅。
2001年至2005年擔任嘉義市市長一職，以無黨籍身分參選、在藍綠夾殺之下依然獲得過半票數當選，順利真除並連任。
2005年首度以民進黨身分參選，結果連任嘉義市長失利，敗給時任三連霸國民黨立委黃敏惠。
2006年參選嘉義市立法委員補選，在大環境不利之下敗給曾任國大代表的江義雄。
2007年1月10日總統令，擔任行政院衛生署全民健康保險監理委員會副主委一職。2008年政黨輪替後卸任，淡出政壇。

## 選舉紀錄
| 年度 | 選舉屆數             | 選舉區               | 所屬政黨   | 得票數 | 得票率 | 當選標記 | 備註 |
| ---- | -------------------- | -------------------- | ---------- | ------ | ------ | -------- | ---- |
| 2001 | 第六屆嘉義市市長選舉 | 嘉義市               | 無黨籍     | 53,764 | 44.84% |          |      |
| 2005 | 第七屆嘉義市市長選舉 | 嘉義市               | 民主進步黨 | 62,122 | 45.37% |          |      |
| 2006 | 第六屆立法委員補選   | 嘉義市立法委員選舉區 | 民主進步黨 | 39,841 | 48.16% |          |      |